# صدیقی
صدیقی به شکل صَدیقی از نام‌های خانوادگی در ایران و به شکل صِدّیقی از نام‌های خانوادگی در ایران و سایر کشورهای مسلمان است.
- ابوالحسن صدیقی، نقاش و مجسمه‌ساز ایرانی
- غلامحسین صدیقی، استاد دانشگاه تهران و وزیر پست، تلگراف و تلفن (در دولت اول) و وزیر کشور (در دولت دوم) مصدق
- فریدون صدیقی، مجسمه‌ساز ایرانی
- فرامرز صدیقی، بازیگر اهل ایران
- کاظم صدیقی، امام جمعه موقت تهران
- رسول صدیقی بنابی، سیاست‌مدار و نمایندهٔ اصلاح‌طلب مجلس اهل ایران
- ظهیر احمد صدیقی، پژوهشگر ادبیات فارسی اهل پاکستان
- هیلا صدیقی، شاعر، نقاش و فعال اجتماعی اهل ایران
- امیر صدیقی، بازیکن بسکتبال اهل ایران
- عافیه صدیقی، عصب‌شناس اهل پاکستان
- عاتقه صدیقی، نمایندهٔ پیشین مجلس شورای اسلامی و همسر محمدعلی رجایی
- نوازالدین صدیقی، هنرپیشهٔ اهل کشور هند
- مجتبی صدیقی، استاد دانشگاه اهل ایران
- زهرا صدیقی همدانی، فعال حقوق ال‌جی‌بی‌تی اهل ایران